# Abròscop cara-roig
L'abròscop cara-roig (Abroscopus albogularis) és una espècie d'ocell de la família dels cètids (Cettiidae). Habita boscos i espesures de bambú als turons de l'Himàlaia, al nord-est de l'Índia, el Nepal, Bangladesh, sud-est de Xin, Hainan, oest i nord de Myanmar i nord d'Indoxina. El seu estat de conservació es considera de risc mínim.